# Pessegueiro
L'isola di Pessegueiro (in portoghese: Ilha do Pessegueiro) è un'isola del Portogallo situata nell'Oceano Atlantico di fronte alla costa dell'Alentejo Litorale, al largo della località di Porto Covo (da cui dipende amministrativamente), nel comune di Sines.

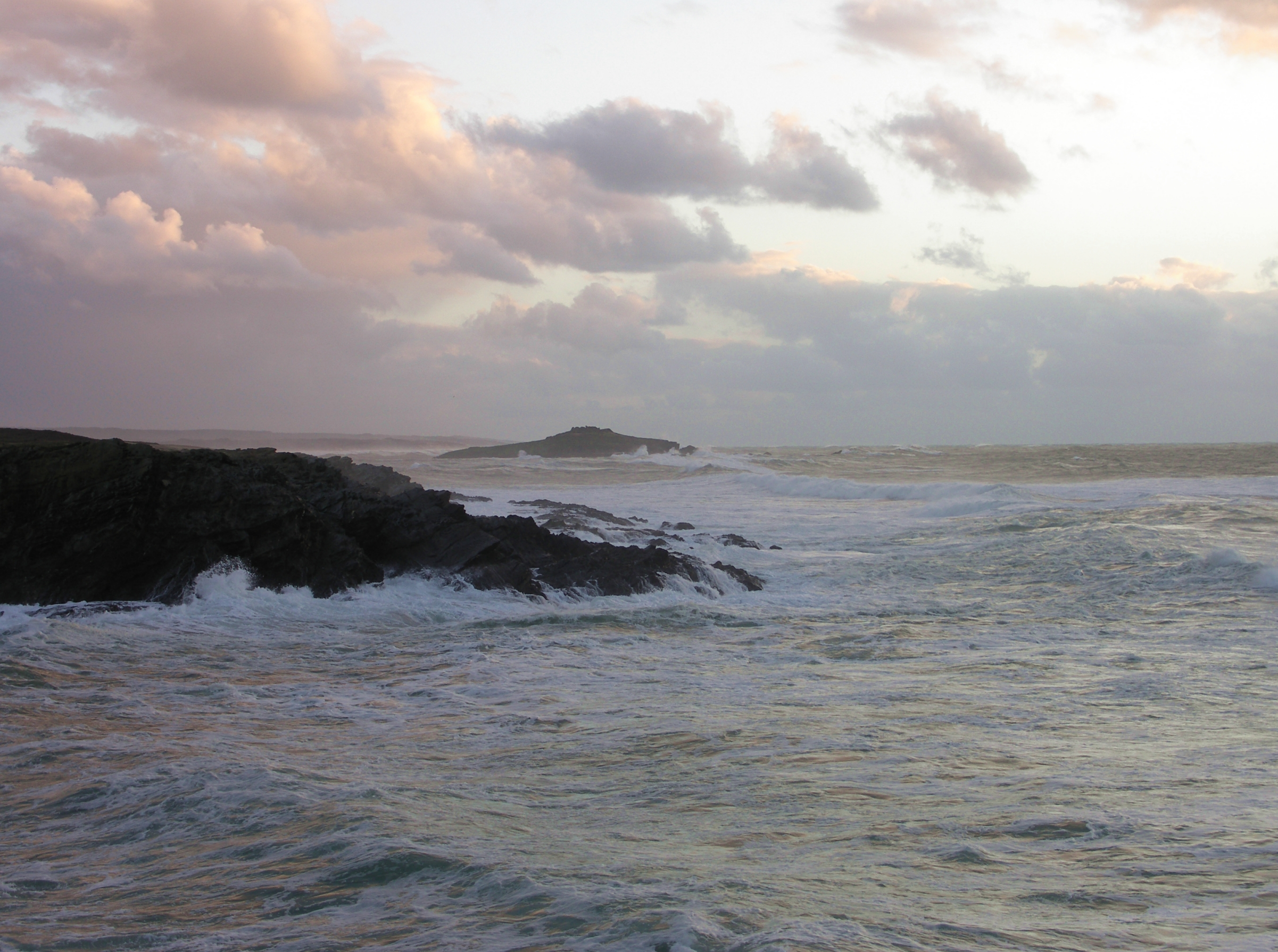
Isola di Pessegueiro vista da Porto Covo in un pomeriggio d’Inverno

L'isola e la costa antistante fanno parte del Parco Naturale do Sudoeste Alentejano e Costa Vicentina.

## Storia
Gli studiosi ritengono che quest'isola sia stata colonizzata dai navigatori Cartaginesi in epoca precedente alla seconda guerra punica (218-202 a.C.).
All'epoca della conquista romana della penisola iberica, l'isola ospitò un piccolo villaggio di pescatori come testimoniano i resti, recentemente scoperti, di vasche per l'estrazione del sale.
Al tempo dell'Unione Iberica sotto Filippo II di Spagna (1580-1640), si progettò di ampliare e fortificare il punto di ancoraggio naturale dell'isola per evitare che i pirati se ne servissero come base per le loro incursioni sulla costa antistante. Si realizzò una lunga gettata di massi che dovevano servire da frangiflutti e per collegare l'isola alla terraferma. Nel 1590, nell'ambito di questo progetto, si iniziò a costruire sull'isola il Forte di Sant'Alberto, che era posto in posizione dominante e poteva difendere tutto il tratto di costa antistante, in quanto da esso si poteva sviluppare un tiro incrociato con quello del Forte di Nostra Signora di Queimada situato sul continente.
I lavori del progetto di fortificazione di Pessegueiro furono sospesi nel 1598 e mai più completati e tutto il suo armamento fu trasferito al forte di Milfontes, a Vila Nova de Milfontes.

## La leggenda di Nostra Signora di Queimada
La tradizione racconta il miracolo di Nostra Signora di Queimada. A metà del XVIII secolo sbarcarono sull'isola dei pirati nordafricani che furono affrontati da un eremita che viveva in una cappella e che invocò la Madonna. I pirati lo uccisero e saccheggiarono e bruciarono la cappella gettando tra le fiamme un quadro della Madonna.
Quando i pirati andarono via, giunsero gli abitanti di Porto Covo, che videro la cappella distrutta e diedero sepoltura all'eremita. Non trovarono il quadro della Madonna, lo cercarono per tutta l'isola e alla fine lo trovarono miracolosamente intatto fra i resti di un bosco bruciato. Costruirono una nuova cappella sul continente, a circa 1 km di distanza dall'isola e vi ricollocarono il quadro.
La Cappella di Nostra Signora di Queimada divenne un luogo di culto molto frequentato e meta di pellegrinaggi.